# TV Finland
TV Finland (tidigare Finlands TV (FTV)) är en finländsk TV-kanal som sänder ett urval av program från Yles kanaler. Kanalen är främst riktad till finländare bosatta utanför Finland och sändningarna är huvudsakligen finskspråkiga, men även en del av det finlandssvenska programutbudet från Yle Fem visas. Tidigare ingick även MTV3 och under reklamavbrott i MTV3:s program visades en stillbild.
Kanalens utbud består av nyhetssändningar från Yle, filmer, dramaserier, fakta-, diskussions-, barn- och underhållningsprogram. Kanalen har text-TV.
I Sverige kan man se kanalen fritt via digitala marknätet i Mälardalen, Uppsala och Stockholm. Den sänds även via kabel-TV och webb-TV.
Sändningarna kunde tidigare ses via satellit, men satellitsändningarna avslutades 1 juli 2013 på grund av minskat intresse från konsumenterna.